# Theodore Weesner
Theodore Weesner, né le 11 juillet 1935 à Flint dans le Michigan et mort le 25 juin 2015  à Portsmouth dans le New Hampshire, est un écrivain américain.

## Œuvres

### Romans
- The Car Thief (1972)[2]

- traduit en français sous le titre Le Voleur de voitures par Charles Recoursé, Paris, Éditions Tusitala, 2015, 422 p.  (ISBN 979-10-92159-07-3),
- A German Affair (1976)
- The True Detective (1987)
- Winning the City (1990)
- Novemberfest (1994)
- Harbor Lights (2000)
- Carrying (2015)

### Nouvelles
- Children's Hearts (1992)